# Peter Howitt (Filmregisseur)
Peter Howitt (* 5. Mai 1957 in Manchester, England) ist ein britischer Schauspieler, Filmregisseur und Drehbuchautor.

## Leben
Sein Debüt als Regisseur gab Howitt 1998 mit dem Film Sie liebt ihn – sie liebt ihn nicht, für den er auch das Drehbuch verfasste. Seither hat er mehrere Film und Fernsehprojekte realisiert. In seinen eigenen Filmen tritt er auch als Schauspieler auf. Ebenso hatte er 2009 in der international produzierten Science-Fiction-Serie Defying Gravity – Liebe im Weltall die Hauptrolle des Journalisten Trevor Williams inne.
Howitt ist seit 2001 verheiratet, aus einer früheren Beziehung stammt ein Sohn.

## Auszeichnungen (Auswahl)
- 1998 wurde Howitt für seinen Film Sie liebt ihn – sie liebt ihn nicht mit dem Europäischen Filmpreis ausgezeichnet.
- 1999 gewann er einen Empire Award für den gleichen Film.

## Filmografie (Auswahl)

### Als Schauspieler
- 1986–1988: Bread (Fernsehserie)
- 1993: Im Namen des Vaters (In the Name of the Father)
- 1998: Sie liebt ihn – sie liebt ihn nicht (Sliding Doors)
- 2001: Startup (Antitrust)
- 2003: Johnny English – Der Spion, der es versiebte (Johnny English)
- 2004: Laws of Attraction
- 2009: Defying Gravity – Liebe im Weltall (Defying Gravity, Fernsehserie)

### Als Regisseur
- 1998: Sie liebt ihn – sie liebt ihn nicht (Sliding Doors)
- 2001: Startup (Antitrust)
- 2003: Johnny English – Der Spion, der es versiebte (Johnny English)
- 2004: Laws of Attraction
- 2007: Dangerous Parking
- 2012: Radio Rebel – Unüberhörbar (Radio Rebel, Fernsehfilm)
- 2014: Reasonable Doubt

### Als Drehbuchautor
- 1998: Sie liebt ihn – sie liebt ihn nicht (Sliding Doors)
- 2003: Johnny English – Der Spion, der es versiebte (Johnny English)
- 2007: Dangerous Parking
- 2012: Radio Rebel – Unüberhörbar (Radio Rebel, Fernsehfilm)